# Rhopalotenes
Rhopalotenes is een geslacht van vlinders van de familie bladrollers (Tortricidae), uit de onderfamilie Tortricinae.

## Soorten
- R. argyrolemma (Diakonoff, 1954)
- R. halirrhothia (Meyrick, 1938)
- R. irresoluta (Diakonoff, 1954)
- R. platyptila (Diakonoff, 1954)